# Bill Rodgers (homme politique)
William Thomas Rodgers (né le 28 octobre 1928) est un homme politique britannique qui est ministre du cabinet dans les années 1970, et l'un des membres du "gang des quatre", des hauts responsables du parti travailliste britannique qui font défection pour former le Parti social-démocrate (SDP). Il aide à la fusion qui forme les démocrates libéraux en 1988, et est ensuite chef de ce parti à la Chambre des lords entre 1997 et 2001. 

## Jeunesse
Rodgers est né à Liverpool, dans le Lancashire, et fait ses études au Quarry Bank High School de Liverpool et au Magdalen College d'Oxford. Il est secrétaire général de la Fabian Society de 1953 à 1960 et conseiller au St. Marylebone Borough Council de 1958 à 1962. Il se présente à une élection partielle à Bristol West en 1957. 

## Député
Rodgers est élu pour la première fois à la Chambre des communes britannique lors d'une élection partielle en 1962, et sert dans les gouvernements travaillistes sous Harold Wilson et James Callaghan, devenant secrétaire d'État aux Transports dans le cabinet de Callaghan en 1976. Au sein du Parti travailliste, il est connu pour être un organisateur très efficace autour de causes centristes telles que le désarmement nucléaire multilatéral et l'adhésion de la Grande-Bretagne à la CEE. Il occupe le poste jusqu'à la défaite du Labour aux élections générales de 1979. De 1979 à 1981, il est secrétaire à la défense de l'ombre. Alors que les travaillistes dérivent vers la gauche, Rodgers rejoint Shirley Williams, Roy Jenkins et David Owen pour former le Parti social-démocrate en 1981. En septembre 1982, Rodgers se présente pour devenir président du SDP, mais n'obtient que 19,4% des voix, et une deuxième place loin derrière Williams. 

### Gang des quatre
Aux élections générales de 1983, le SDP-Alliance libérale remporte de nombreuses voix mais peu de sièges, et Rodgers perd son siège de Stockton-Nord (connu sous le nom de Stockton-on-Tees avant les changements de frontière de 1983). Il reste à l'extérieur du Parlement, se présentant sans succès à Milton Keynes pour le SDP aux élections générales de 1987, jusqu'à ce qu'il soit créé pair à vie avec le titre de baron Rodgers de Quarry Bank, de Kentish Town dans le Borough londonien de Camden le 12 février 1992. Pendant cet intervalle, il est directeur général du Royal Institute of British Architects et devient également président de la Advertising Standards Authority. Il démissionne de la chambre des Lords le 12 décembre 2023.
En 1987, Rodgers mène la campagne réussie « Oui à l'unité » au sein du SDP en faveur de la fusion avec le Parti libéral. Il est le porte-parole aux Lords des Libéraux Démocrates sur les Affaires Intérieures en 1994 et est son chef dans les Lords entre 1997 et 2001. Son autobiographie est intitulée Quatrième parmi les égaux, reflétant sa position de fondateur le moins important du SDP. 

## Vie privée
Rodgers épouse en 1955 Silvia Szulman (1928–2006), une artiste et écrivain née à Berlin. Le couple a trois filles, Rachel, Lucy et Juliette . 